# Liolaemus koslowskyi
Espèce
Liolaemus koslowskyi est une espèce de sauriens de la famille des Liolaemidae.

## Répartition
Cette espèce est endémique d'Argentine. Elle se rencontre dans les provinces de Catamarca et de La Rioja.

## Description
C'est un saurien ovipare.

## Publication originale
- Etheridge, 1993 : Lizards of the Liolaemus darwinii complex (Squamata: Iguania: Tropiduridae) in Northern Argentina. Bollettino di museo regionale di scienze naturali (Turin) vol. 11, no 1, p. 137-199.